# 1920 코파 델 레이 결승전
1920 코파 델 레이 결승전(스페인어: La Final de la Copa del Rey de 1920)은 스페인의 컵대회인 코파 델 레이의 18번째 결승전이다. 이 경기는 1920년 5월 2일, 히혼의 엘 몰리논에서 진행되었다. 바르셀로나는 아틀레틱 빌바오를 2–0으로 제압하고 통산 4번째 우승을 거두었다.

## 상세 경기 정보
| 바르셀로나                    | 2–0 | 아틀레틱 빌바오 |
| ----------------------------- | --- | --------------- |
| 마르티네스 70′ · 알칸타라 80′ |     |                 |

| 바르셀로나 | 아틀레틱 · 빌바오 |

| 바르셀로나: |    |                   |
|             |    |                   |
| GK          | 1  | 리카르도 사모라   |
| DF          | 2  | 코마              |
| DF          | 3  | 갈리시아          |
| MF          | 4  | 호세 사미티에르   |
| MF          | 5  | 아구스틴 산초     |
| MF          | 6  | 라몬 토랄바       |
| FW          | 7  | 비냘스            |
| FW          | 8  | 펠릭스 세수마가   |
| FW          | 9  | 비센테 마르티네스 |
| FW          | 10 | 파울리노 알칸타라 |
| FW          | 11 | M. 플라사         |
| 감독:       |    |                   |
| 잭 그린웰   |    |                   |

| 아틀레틱 빌바오: |    |                        |
|                  |    |                        |
| GK               | 1  | 후안 호세 아만         |
| DF               | 2  | 루이스 우르타도        |
| DF               | 3  | 도밍고 고메스-아세도   |
| MF               | 4  | 사비노 빌바오          |
| MF               | 5  | 프란시스코 벨라우스테  |
| MF               | 6  | 헤수스 에길루스        |
| FW               | 7  | 세나                   |
| FW               | 8  | 피치치                 |
| FW               | 9  | 호세 마리아 벨라우스테 |
| FW               | 10 | 호세 마리아 라카       |
| FW               | 11 | 헤르만 에체바리아      |
| 감독:            |    |                        |
| 빌리 반스        |    |                        |

| 코파 델 레이 1920 우승 |
| ---------------------- |
| 바르셀로나 4번째 우승  |

## 같이 보기
- 아틀레틱 빌바오-바르셀로나 경쟁